# ホットスタッフ・プロモーション
株式会社ホットスタッフ・プロモーション (英: HOT STUFF PROMOTION Co., Ltd.) は、日本のコンサートプロモーターである。主に東京都、神奈川県、埼玉県など首都圏で行われるコンサート・ライヴの企画・制作・運営を行なっている。略称は、「ホットスタッフ」または「ホット」。ホットスタッフの「スタッフ」の英字綴り字は「A」ではなく「U」である。
会社名からロックミュージックに強いというイメージがあるが、ポップミュージックも昔から数多く取り扱う。近年は、アイドル、アニメ、声優、ゲームイベントまで、取り扱う公演のジャンルは多岐にわたっている。

## 事業内容
各種エンターテインメント・イベントなどの、企画・制作・運営・チケット配券を主な業務としている。数多くの公演を取り扱うが、近年は個性的な自主企画イベントや、ツアー制作にも力をいれている。
2004年から大人向け音楽イベントを毎年開催しているが、2014年から新たにロックイベントを企画・開催（主な自社企画主催イベント（一部）参照）。

## 会社名とロゴ
イギリスのバンドTHE ROLLING STONESのファンである、代表の永田友純が、彼らの曲「HOT STUFF」を社名とした。また会社のロゴも、THE ROLLING STONESのロゴからインスパイアされたものである。

## 主な自社企画主催イベント（一部）

### 2004年 -

#### Slow LIVE
2004年 - 毎年開催（フェス）2018年で開催15周年を迎えた。
会場：東京 池上本門寺・野外特設ステージ
＜過去3年の開催情報＞
Slow LIVE '19
2019年8月30日 - 9月1日（3日間）
出演：ORIGINAL LOVE / 大橋トリオ / 安藤裕子 / アン・サリー & 優河 with 市川和則（羊毛とおはな） / 木村カエラ / KIRINJI / Salyu / 高野寛 / 平井大 / Rei / 和田唱（TRICERATOPS） / 他
Slow LIVE '18
2018年8月31日 - 9月2日（3日間）
出演：ORIGINAL LOVE / 大橋トリオ / 安藤裕子 / 奇妙礼太郎 / コトリンゴ / KIRINJI / サニーデイ・サービス / 高野寛 / ハナレグミ with U-zhaan / FLOWER FLOWER / 真心ブラザーズ / 他
Slow LIVE '17
2017年9月1日 - 3日（3日間）
出演：Char / ORIGINAL LOVE / 大橋トリオ / TRICERATOPS / NICO Touches the Walls / GLIM SPANKY / PUSHIM /  ハナレグミ / 堀込泰行 / 空気公団 / コトリンゴ / 藤原さくら / 他

#### Ruby Tuesday
ライブハウスに徹底的に焦点を当てて、ホットスタッフがおススメする最先端のバンドやアーティストを紹介するイベント。
2014年7月1日より新宿LOFT、Shibuya WWW、TSUTAYA O-EAST、LIVE HOUSE FEVERにて不定期開催。

### 1978年 - 1985年

#### BLOW UP
BLOW UP vol.2
1978年12月29日
会場：東横劇場
出演：サザンオールスターズ / ARB / シルバースターズ / 桑名正博 / BOW WOW / 他
BLOW UP vol.1
1978年11月28日
会場：東横劇場
出演：ARB / 斉藤光浩とジュエル / シルバースターズ / ブルーベリージャム

#### HEADZ
HEADZ・13
1985年3月15日
会場：東横劇場
出演：SHEENA & THE ROKKETS / THE ROOSTERZ / BARBEE BOYS
HEADZ・8
1984年9月1日
会場：東横劇場
出演：アナーキー / BOØWY / ECHOES
HEADZ・7
1984年8月31日
会場：東横劇場
出演：MELON / 中川勝彦 / TM NETWORK

## 主な公演（イベント）
- L'ULTIMO BACIO（イベント/自社企画） 2004年 - [4]
- FUJI ROCK FESTIVAL（フェス）
- 氣志團万博（フェス）
- COUNTDOWN JAPAN（フェス）

他

## 主な公演（アーティスト）
- THE ORAL CIGARETTES
- 岡村靖幸
- King Gnu
- くるり
- ザ・クロマニヨンズ
- CRAZY KEN BAND
- ケツメイシ
- Suchmos
- ずっと真夜中でいいのに。
- 湘南乃風
- 東京スカパラダイスオーケストラ
- DREAMS COME TRUE
- THE BACK HORN
- 浜田省吾
- Perfume
- 平井大
- BABYMETAL
- 星野源
- ポルカドットスティングレイ
- 凛として時雨
- YUKI

他

## 関連会社
- 株式会社 ホットスタッフ・エージェンシー
- 株式会社 ホットスタッフ・プレゼンツ
- 株式会社 アポロ・ブラザーズ
- 株式会社 スパイグラス・ミュージック
- 株式会社 ホワイト